# Volkswagen Corrado
Volkswagen  Corrado (Typ 53i) — спортивне купе марки Volkswagen, яке випускалося з осені 1988 року до середини 1995 року. Федеральне управління автомобільного транспорту класифікує Corrado в сегменті середнього класу. Автомобіль прийшов на заміну Volkswagen Scirocco.

## Опис

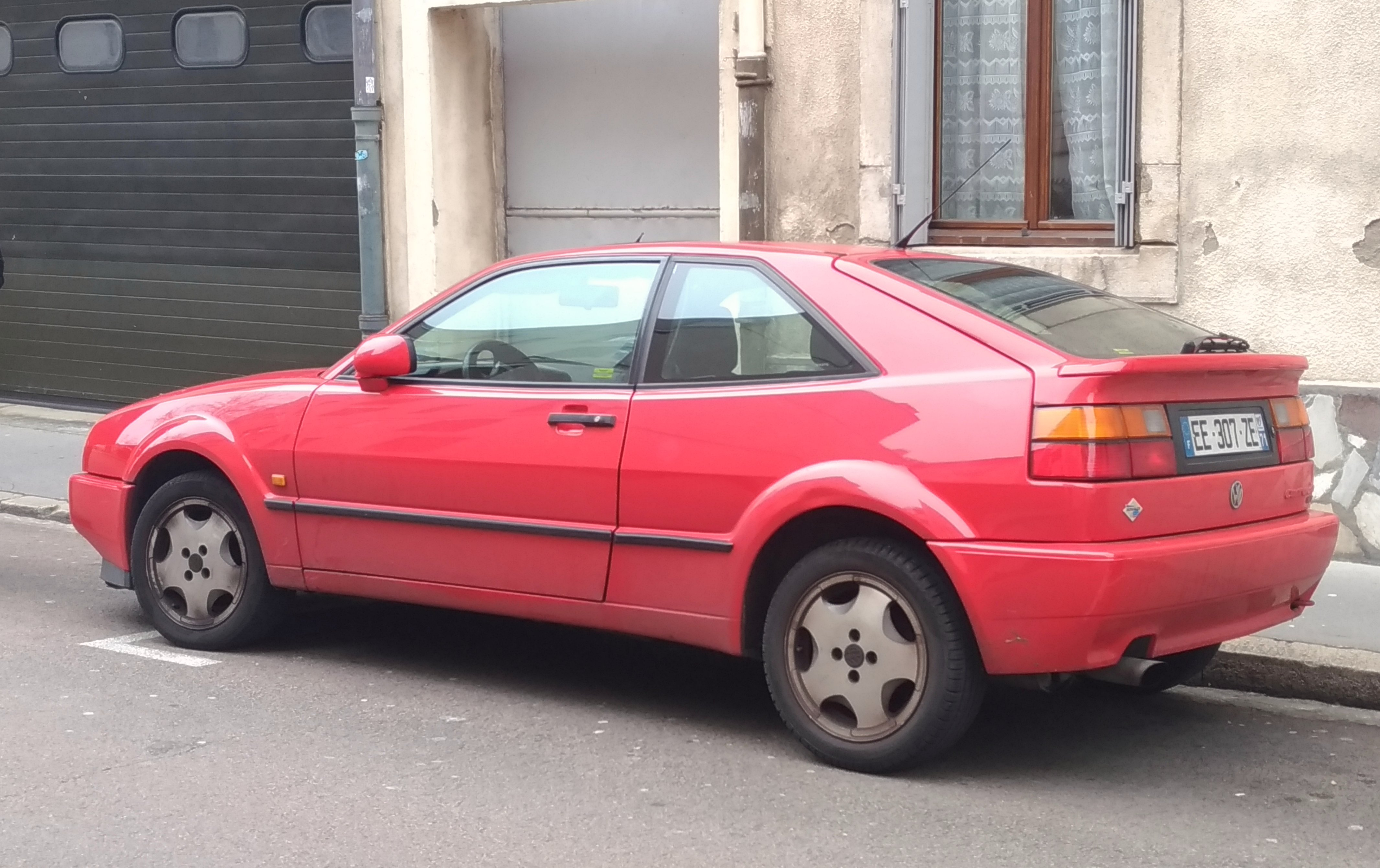
Volkswagen Corrado

Машина запозичила передню підвіску у «другого» Гольфа, а задню — у Пассат B3. Двигуни в Corrado були значно потужніше, ніж у Scirocco. Базовий був 1.8 потужністю 136 к.с., крім якого були два рядно-зміщених мотора VR6 — 12-клапанний об'ємом 2,8 л (174 к.с.) і 12-клапанний 2.9 (190 к.с.). Ще одна цікава версія — G60, що оснащувалася компресорним мотором об'ємом 1,8 л (160 к.с.). Але успіху Scirocco модель Corrado повторити не змогла: автомобіль був дуже дорогим, і до 1995 року було зроблено всього 97 тисяч штук.

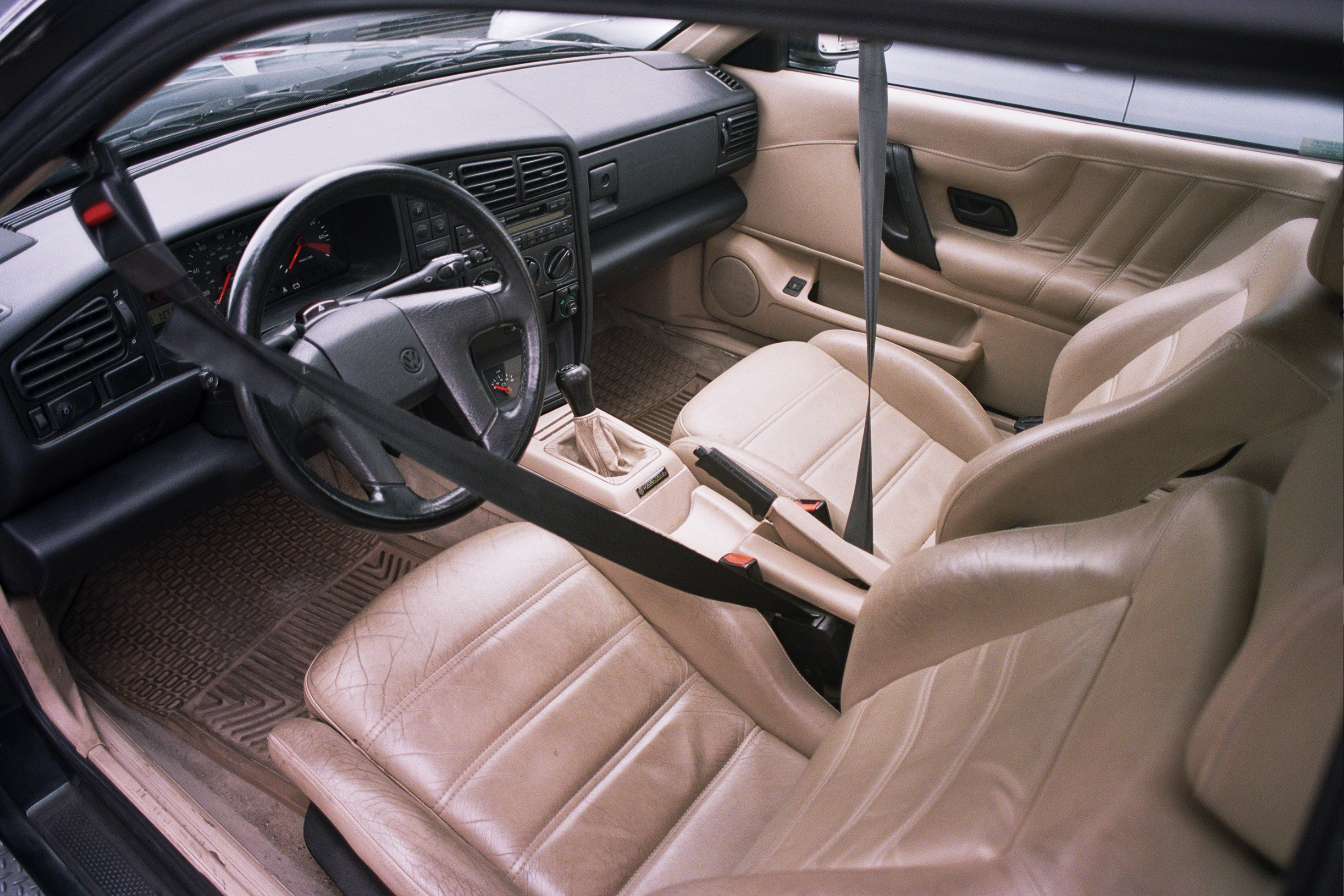

Стандартна комплектація Volkswagen Corrado досить багата і включає в себе PAS, 5-ступінчасту коробку передач, передній привід, чорні бічні молдинги, литі диски, бампера під колір кузова, електропривідні стекла, складні задні сидіння 60/40, бортовий комп'ютер, передні спортивні сидіння, активні підголівники, антиблокувальну систему гальм, дверні балки безпеки, підсилювач керма, автоматичне антикрило, протитуманні фари, задній склоочисник і тоновані стекла. Список опціональних комплектуючих можна сміливо назвати аскетичним, оскільки він включає в себе:
- 4-ступінчасту автоматичну коробку передач,
- шкіряну обшивку салону,
- 15-дюймові литі диски

## Двигуни
| Модель  | Кодові літери | Циліндри/ клапани | Об'єм двигуна | Потужність                     | Крутний момент      | Примітки            | Роки виробництва |
| ------- | ------------- | ----------------- | ------------- | ------------------------------ | ------------------- | ------------------- | ---------------- |
| 1.8     | PF            | 4 / 8             | 1781 см³      | 079 kW (107 к.с.) при 5400/min | 154 Нм при 3800/min | Виключно на експорт |                  |
| 1.8     | PB            | 4 / 8             | 1781 см³      | 082 kW (112 к.с.) при 5400/min | 159 Нм при 4000/min | Виключно на експорт |                  |
| 1.8 16V | PL            | 4 / 16            | 1781 см³      | 095 kW (129 к.с.) при 6300/min | 168 Нм при 4800/min | Виключно на експорт |                  |
| 1.8 16V | KR            | 4 / 16            | 1781 см³      | 102 kW (139 к.с.) при 6300/min | 168 Нм при 4800/min |                     | 04/1989–07/1992  |
| 1.8 G60 | PG            | 4 / 8             | 1781 см³      | 118 kW (160 к.с.) при 5600/min | 225 Нм при 3800/min |                     | 10/1988–07/1993  |
| 2.0     | 2E / ADY      | 4 / 8             | 1984 см³      | 085 kW (115 к.с.) при 5400/min | 166 Нм при 3200/min | Не для Австрії      | 04/1993–07/1995  |
| 2.0 16V | 9A            | 4 / 16            | 1984 см³      | 100 kW (136 к.с.) при 5800/min | 180 Нм при 4400/min |                     | 08/1991–07/1994  |
| 2.8 VR6 | AAA           | 6 / 12            | 2792 см³      | 128 kW (174 к.с.) при 5800/min | 235 Нм при 4200/min | Виключно на експорт |                  |
| 2.9 VR6 | ABV           | 6 / 12            | 2861 см³      | 140 kW (190 к.с.) при 5800/min | 245 Нм при 4200/min |                     | 08/1991–06/1995  |

## Виробництво
Загальний обсяг виробництва 97 535 автомобілів з 1987 по 1995 рік

| рік | 1987 | 1988  | 1989   | 1990   | 1991   | 1992   | 1993  | 1994  | 1995  | всього |
| --- | ---- | ----- | ------ | ------ | ------ | ------ | ----- | ----- | ----- | ------ |
|     | 70   | 3.206 | 24.389 | 21.893 | 17.058 | 16.085 | 8.623 | 3.787 | 2.424 | 97.535 |

### Продажі по регіонах
- Німеччина:  44.025
- Європа:  29.030
- США:     19.814
- Канада:   2.817
- інші:   1.835

## Зноски
1. ↑  http://www.drive.ru/volkswagen/drive-test/2009/04/13/2379933/siroka_strana.html [Архівовано 1 березня 2010 у Wayback Machine.] Volkswagen Scirocco
2. ↑  Werner Oswald: Deutsche Autos Band 3. 1945-1990 Ford, Opel und Volkswagen 2 Auflage. Motorbuch, Stuttgart, ISBN 3-613-02116-1, S. 8, 9 ,87.
3. ↑   (PDF) https://www.volkswagenag.com/presence/konzern/images/teaser/history/chronik/geschaeftsberichte/1993-Geschaeftsbericht.pdf. {{cite web}}: Пропущений або порожній |title= (довідка); Проігноровано невідомий параметр |abruf= (можливо, |access-date=?) (довідка); Проігноровано невідомий параметр |autor= (можливо, |author=?) (довідка); Проігноровано невідомий параметр |titel= (можливо, |title=?) (довідка)
4. ↑   (PDF) https://www.volkswagenag.com/presence/konzern/images/teaser/history/chronik/geschaeftsberichte/1995-Geschaeftsbericht.pdf. {{cite web}}: Пропущений або порожній |title= (довідка); Проігноровано невідомий параметр |abruf= (можливо, |access-date=?) (довідка); Проігноровано невідомий параметр |autor= (можливо, |author=?) (довідка); Проігноровано невідомий параметр |titel= (можливо, |title=?) (довідка)
5. ↑   (PDF) https://www.volkswagenag.com/presence/konzern/images/teaser/history/chronik/geschaeftsberichte/1991-Geschaeftsbericht.pdf. {{cite web}}: Пропущений або порожній |title= (довідка); Проігноровано невідомий параметр |abruf= (можливо, |access-date=?) (довідка); Проігноровано невідомий параметр |autor= (можливо, |author=?) (довідка); Проігноровано невідомий параметр |titel= (можливо, |title=?) (довідка)